# Chrysoperla insulata
Chrysoperla insulata är en insektsart som först beskrevs av Fraser 1957.  Chrysoperla insulata ingår i släktet Chrysoperla och familjen guldögonsländor. Inga underarter finns listade i Catalogue of Life.